# Ballspielverein Borussia 09 Dortmund 2002-2003
Questa voce raccoglie le informazioni riguardanti il Ballspielverein Borussia 09 Dortmund nelle competizioni ufficiali della stagione 2002-2003.

## Stagione
Nella stagione 2002-2003 il Borussia Dortmund, allenato da Matthias Sammer, concluse il campionato di Bundesliga al 3º posto. In Coppa di Germania il Borussia Dortmund fu eliminato al secondo turno dal Friburgo. In Coppa di Lega il Borussia Dortmund fu eliminato in semifinale dall'Hertha Berlino. In Champions League il Borussia Dortmund fu eliminato alla seconda fase a gironi.

## Rosa
| N. |                           | Ruolo | Calciatore           |
| -- | ------------------------- | ----- | -------------------- |
| 1  | Germania (bandiera)       | P     | Jens Lehmann         |
| 2  | Brasile (bandiera)        | D     | Evanílson            |
| 3  | Argentina (bandiera)      | D     | Juan Ramón Fernández |
| 4  | Germania (bandiera)       | D     | Christian Wörns      |
| 5  | Germania (bandiera)       | C     | Sebastian Kehl       |
| 6  | Germania (bandiera)       | D     | Jörg Heinrich        |
| 7  | Germania (bandiera)       | D     | Stefan Reuter        |
| 8  | Germania (bandiera)       | C     | Torsten Frings       |
| 9  | Rep. Ceca (bandiera)      | A     | Jan Koller           |
| 10 | Rep. Ceca (bandiera)      | C     | Tomáš Rosický        |
| 11 | Germania (bandiera)       | A     | Heiko Herrlich       |
| 12 | Brasile (bandiera)        | A     | Ewerthon             |
| 13 | Italia (bandiera)         | A     | Giuseppe Reina       |
| 14 | Costa d'Avorio (bandiera) | C     | Guy Demel            |
| 17 | Brasile (bandiera)        | D     | Dedê                 |

| N. |                         | Ruolo | Calciatore          |
| -- | ----------------------- | ----- | ------------------- |
| 18 | Germania (bandiera)     | C     | Lars Ricken         |
| 19 | Ghana (bandiera)        | C     | Otto Addo           |
| 21 | Germania (bandiera)     | D     | Christoph Metzelder |
| 22 | Brasile (bandiera)      | A     | Amoroso             |
| 23 | Algeria (bandiera)      | D     | Ahmed Madouni       |
| 24 | Germania (bandiera)     | C     | David Odonkor       |
| 26 | Germania (bandiera)     | P     | Roman Weidenfeller  |
| 27 | Turchia (bandiera)      | D     | Deniz Sahin         |
| 29 | Germania (bandiera)     | D     | Bastian Pinske      |
| 30 | Germania (bandiera)     | P     | Michael Ratajczak   |
| 32 | Germania (bandiera)     | D     | Timo Achenbach      |
| 34 | Sierra Leone (bandiera) | A     | Sahr Senesie        |
| 38 | Germania (bandiera)     | D     | Florian Thorwart    |
| 41 | Brasile (bandiera)      | C     | Leandro             |
| 42 | Germania (bandiera)     | P     | Stefan Demuth       |

## Organigramma societario
Area tecnica
- Allenatore: Matthias Sammer
- Allenatore in seconda: Uwe Neuhaus
- Preparatore dei portieri: Wolfgang de Beer
- Preparatori atletici: Christian Kolodziej, Markus Zetlmeisl, Peter Kuhnt, Frank Zöllner

## Calciomercato

### Sessione estiva
| Acquisti | Acquisti             | Acquisti                    | Acquisti |
| R.       | Nome                 | da                          | Modalità |
| -------- | -------------------- | --------------------------- | -------- |
| D        | Juan Ramón Fernández | Estudiantes (LP)            |          |
| C        | Torsten Frings       | Werder Brema                |          |
| A        | Sahr Senesie         | Borussia Dortmund (allievi) |          |
| P        | Roman Weidenfeller   | Kaiserslautern              |          |

| Cessioni | Cessioni            | Cessioni   | Cessioni |
| R.       | Nome                | da         | Modalità |
| -------- | ------------------- | ---------- | -------- |
| C        | Florian Kringe      | Colonia    |          |
| P        | Alexander Kuschmann | Osnabrück  |          |
| C        | Miroslav Stević     | Fenerbahçe |          |

### Sessione invernale
| Acquisti | Acquisti | Acquisti | Acquisti |
| R.       | Nome     | da       | Modalità |
| -------- | -------- | -------- | -------- |

| Cessioni | Cessioni           | Cessioni             | Cessioni |
| R.       | Nome               | da                   | Modalità |
| -------- | ------------------ | -------------------- | -------- |
| A        | Jan-Derek Sørensen | Lyn Oslo             |          |
| A        | Emmanuel Krontiris | Alemannia Aquisgrana |          |
| C        | Sunday Oliseh      | Bochum               |          |

## Risultati

### Bundesliga

#### Girone di andata
| Arbitro: | Merk |

|                        |           |                       |
| Frings 4’ Ewerthon 36’ | Marcatori | 1’ Goor 85’ Neuendorf |

| Arbitro: | Wack |

|              |           |            |
| Placente 23’ | Marcatori | 61’ Koller |

| Arbitro: | Weiner |

|                                  |           |                   |
| Koller 38’ Dedê 66’ Ewerthon 87’ | Marcatori | 77’ (rig.) Dundee |

| Bochum 10 settembre 2002, ore 20:00 CEST 4ª giornata | Bochum    | 0 – 0 referto | Borussia Dortmund | Ruhrstadion (32 645 spett.)\| Arbitro: \| Steinborn \| |
| Arbitro:                                             | Steinborn |               |                   |                                                        |

| Arbitro: | Fröhlich |

|              |           |           |
| Ewerthon 71’ | Marcatori | 70’ Agali |

| Arbitro: | Sippel |

|  |           |            |
|  | Marcatori | 12’ Koller |

| Arbitro: | Keßler |

|              |           |  |
| Ewerthon 85’ | Marcatori |  |

| Arbitro: | Albrecht |

|  |           |                                          |
|  | Marcatori | 42’ (rig.) Frings 63’ Koller 87’ Amoroso |

| Dortmund 19 ottobre 2002, ore 15:30 CEST 9ª giornata | Borussia Dortmund | 0 – 0 referto | Arminia Bielefeld | Westfalenstadion (68 600 spett.)\| Arbitro: \| Stark \| |
| Arbitro:                                             | Stark             |               |                   |                                                         |

| Arbitro: | Merk |

|           |           |                                      |
| Ernst 35’ | Marcatori | 2’ Frings 71’ Dedê 74’, 85’ Ewerthon |

| Arbitro: | Wack |

|             |           |                 |
| Rosický 67’ | Marcatori | 90’ Christensen |

| Arbitro: | Weiner |

|                            |           |           |
| Santa Cruz 62’ Pizarro 66’ | Marcatori | 7’ Koller |

| Arbitro: | Fandel |

|             |           |  |
| Ewerthon 5’ | Marcatori |  |

| Arbitro: | Steinborn |

|                    |           |  |
| Klimowicz 20’, 55’ | Marcatori |  |

| Arbitro: | Merk |

|            |           |                         |
| Jarolím 3’ | Marcatori | 54’ Ricken 78’ Ewerthon |

| Arbitro: | Strampe |

|                              |           |               |
| Rosický 22’ Amoroso 74’, 78’ | Marcatori | 24’ Dominguez |

| Arbitro: | Kemmling |

|  |           |                                         |
|  | Marcatori | 8’, 90’ Koller 47’ Ewerthon 82’ Amoroso |

#### Girone di ritorno
| Arbitro: | Fandel |

|                        |           |            |
| Dárdai 69’ Paraíba 90’ | Marcatori | 80’ Koller |

| Arbitro: | Fröhlich |

|                        |           |  |
| Ewerthon 3’ Koller 26’ | Marcatori |  |

| Arbitro: | Fleischer |

|           |           |  |
| Soldo 77’ | Marcatori |  |

| Arbitro: | Aust |

|                                                    |           |            |
| Reina 33’ Koller 42’ Frings 45’ (rig.), 67’ (rig.) | Marcatori | 8’ Buckley |

| Arbitro: | Fandel |

|                                |           |                         |
| Vermant 13’ van Kerckhoven 16’ | Marcatori | 52’ Koller 58’ Ewerthon |

| Arbitro: | Meyer |

|                      |           |  |
| Dedê 42’ Madouni 82’ | Marcatori |  |

| Arbitro: | Stark |

|              |           |  |
| Forssell 63’ | Marcatori |  |

| Arbitro: | Fröhlich |

|                        |           |  |
| Frings 33’ Leandro 76’ | Marcatori |  |

| Bielefeld 22 marzo 2003, ore 15:30 CET 26ª giornata | Arminia Bielefeld | 0 – 0 referto | Borussia Dortmund | Bielefelder Alm (26 601 spett.)\| Arbitro: \| Kemmling \| |
| Arbitro:                                            | Kemmling          |               |                   |                                                           |

| Arbitro: | Wagner |

|             |           |                          |
| Amoroso 29’ | Marcatori | 54’ Charisteas 86’ Ernst |

| Arbitro: | Fleischer |

|           |           |            |
| Romeo 65’ | Marcatori | 68’ Koller |

| Arbitro: | Merk |

|                    |           |  |
| Amoroso 61’ (rig.) | Marcatori |  |

| Monaco di Baviera 26 aprile 2003, ore 15:30 CEST 30ª giornata | Monaco 1860 | 0 – 0 referto | Borussia Dortmund | Stadio Olimpico (35 000 spett.)\| Arbitro: \| Strampe \| |
| Arbitro:                                                      | Strampe     |               |                   |                                                          |

| Arbitro: | Koop |

|                        |           |                |
| Ricken 16’ Rosický 67’ | Marcatori | 59’, 62’ Thiam |

| Arbitro: | Meyer |

|                                      |           |           |
| Ricken 28’, 54’ Reina 65’ Koller 68’ | Marcatori | 89’ Ćirić |

| Kaiserslautern 17 maggio 2003, ore 15:30 CEST 33ª giornata | Kaiserslautern | 0 – 0 referto | Borussia Dortmund | Fritz-Walter-Stadion (40 232 spett.)\| Arbitro: \| Wack \| |
| Arbitro:                                                   | Wack           |               |                   |                                                            |

| Arbitro: | Wagner |

|             |           |          |
| Rosický 25’ | Marcatori | 74’ Rost |

### Coppa di Germania
| Arbitro: | Voss |

|  |           |                                  |
|  | Marcatori | 57’ Heinrich 82’ Koller 83’ Addo |

| Arbitro: | Wagner |

|                                   |           |  |
| Coulibaly 8’ Männer 40’ Zeyer 54’ | Marcatori |  |

### Coppa di Lega
| Arbitro: | Meyer |

|                   |           |                |
| Ricken 71’ (rig.) | Marcatori | 25’, 67’ Alves |

### Champions League

#### Fase a gironi
| Arbitro: | Frisk |

|                            |           |  |
| Bergkamp 62’ Ljungberg 78’ | Marcatori |  |

| Arbitro: | Hauge |

|                       |           |             |
| Koller 6’ Amoroso 78’ | Marcatori | 83’ Benjani |

| Arbitro: | Collina |

|                    |           |                                    |
| van der Schaaf 74’ | Marcatori | 21’ Koller 69’ Rosický 90’ Amoroso |

| Arbitro: | Batista |

|            |           |              |
| Koller 10’ | Marcatori | 47’ Bruggink |

| Arbitro: | González |

|                                     |           |           |
| Silva 38’ (aut.) Rosický 63’ (rig.) | Marcatori | 18’ Henry |

| Arbitro: | Corpodean |

|             |           |  |
| Benjani 76’ | Marcatori |  |

#### Seconda fase a gironi
| Arbitro: | Temmink |

|               |           |                       |
| Ignaševič 31’ | Marcatori | 33’ Frings 43’ Koller |

| Arbitro: | Frisk |

|  |           |             |
|  | Marcatori | 49’ Inzaghi |

| Arbitro: | Micheľ |

|                      |           |            |
| Raúl 44’ Ronaldo 56’ | Marcatori | 30’ Koller |

| Arbitro: | Poll |

|            |           |              |
| Koller 23’ | Marcatori | 90’ Portillo |

| Arbitro: | De Bleeckere |

|                                   |           |  |
| Frings 39’ Koller 58’ Amoroso 66’ | Marcatori |  |

| Arbitro: | Barber |

|  |           |            |
|  | Marcatori | 80’ Koller |

## Statistiche

### Statistiche di squadra
| Competizione      | Punti | In casa | In casa | In casa | In casa | In casa | In casa | In trasferta | In trasferta | In trasferta | In trasferta | In trasferta | In trasferta | Totale | Totale | Totale | Totale | Totale | Totale | DR  |
| Competizione      | Punti | G       | V       | N       | P       | Gf      | Gs      | G            | V            | N            | P            | Gf           | Gs           | G      | V      | N      | P      | Gf     | Gs     | DR  |
| ----------------- | ----- | ------- | ------- | ------- | ------- | ------- | ------- | ------------ | ------------ | ------------ | ------------ | ------------ | ------------ | ------ | ------ | ------ | ------ | ------ | ------ | --- |
| Bundesliga        | 58    | 17      | 10      | 6       | 1       | 31      | 13      | 17           | 5            | 7            | 5            | 20           | 14           | 34     | 15     | 13     | 6      | 51     | 27     | +24 |
| Coppa di Germania | -     | 0       | 0       | 0       | 0       | 0       | 0       | 2            | 1            | 0            | 1            | 3            | 3            | 2      | 1      | 0      | 1      | 3      | 3      | 0   |
| Coppa di Lega     | -     | 1       | 0       | 0       | 1       | 1       | 2       | 0            | 0            | 0            | 0            | 0            | 0            | 1      | 0      | 0      | 1      | 1      | 2      | -1  |
| Champions League  | -     | 6       | 3       | 2       | 1       | 9       | 5       | 6            | 3            | 0            | 3            | 7            | 7            | 12     | 6      | 2      | 4      | 16     | 12     | +4  |
| Totale            | 58    | 24      | 13      | 8       | 3       | 41      | 20      | 25           | 9            | 7            | 9            | 30           | 24           | 49     | 22     | 15     | 12     | 71     | 44     | +27 |

### Andamento in campionato
| Giornata  | 1 | 2  | 3 | 4 | 5 | 6 | 7 | 8 | 9 | 10 | 11 | 12 | 13 | 14 | 15 | 16 | 17 | 18 | 19 | 20 | 21 | 22 | 23 | 24 | 25 | 26 | 27 | 28 | 29 | 30 | 31 | 32 | 33 | 34 |
| --------- | - | -- | - | - | - | - | - | - | - | -- | -- | -- | -- | -- | -- | -- | -- | -- | -- | -- | -- | -- | -- | -- | -- | -- | -- | -- | -- | -- | -- | -- | -- | -- |
| Luogo     | C | T  | C | T | C | T | C | T | C | T  | C  | T  | C  | T  | T  | C  | T  | T  | C  | T  | C  | T  | C  | T  | C  | T  | C  | T  | C  | T  | C  | C  | T  | C  |
| Risultato | N | N  | V | N | N | V | V | V | N | V  | N  | P  | V  | P  | V  | V  | V  | P  | V  | P  | V  | N  | V  | P  | V  | N  | P  | N  | V  | N  | N  | V  | N  | N  |
| Posizione | 6 | 10 | 7 | 7 | 7 | 6 | 3 | 2 | 2 | 2  | 2  | 2  | 2  | 4  | 3  | 2  | 2  | 3  | 2  | 2  | 2  | 2  | 2  | 2  | 2  | 2  | 3  | 3  | 3  | 3  | 3  | 2  | 2  | 3  |

Legenda:

Luogo: C = Casa; T = Trasferta. Risultato: V = Vittoria; N = Pareggio; P = Sconfitta.

### Statistiche dei giocatori
| Giocatore       | Bundesliga | Bundesliga | Bundesliga  | Bundesliga | Coppa di Germania | Coppa di Germania | Coppa di Germania | Coppa di Germania | Coppa di Lega | Coppa di Lega | Coppa di Lega | Coppa di Lega | Champions League | Champions League | Champions League | Champions League | Totale   | Totale | Totale      | Totale     |
| Giocatore       | Presenze   | Reti       | Ammonizioni | Espulsioni | Presenze          | Reti              | Ammonizioni       | Espulsioni        | Presenze      | Reti          | Ammonizioni   | Espulsioni    | Presenze         | Reti             | Ammonizioni      | Espulsioni       | Presenze | Reti   | Ammonizioni | Espulsioni |
| --------------- | ---------- | ---------- | ----------- | ---------- | ----------------- | ----------------- | ----------------- | ----------------- | ------------- | ------------- | ------------- | ------------- | ---------------- | ---------------- | ---------------- | ---------------- | -------- | ------ | ----------- | ---------- |
| T. Achenbach    | 0          | 0          | 0           | 0          | 0                 | 0                 | 0                 | 0                 | 0             | 0             | 0             | 0             | 0                | 0                | 0                | 0                | 0        | 0      | 0           | 0          |
| O. Addo         | 4          | 0          | 2           | 0          | 1                 | 1                 | 0                 | 0                 | 1             | 0             | 1             | 0             | 0                | 0                | 0                | 0                | 6        | 1      | 3           | 0          |
| M. Amoroso      | 24         | 6          | 3           | 1          | 1                 | 0                 | 1                 | 0                 | 0             | 0             | 0             | 0             | 9                | 3                | 0                | 0                | 34       | 9      | 4           | 1          |
| G. Demel        | 4          | 0          | 0           | 0          | 0                 | 0                 | 0                 | 0                 | 0             | 0             | 0             | 0             | 1                | 0                | 1                | 0                | 5        | 0      | 1           | 0          |
| S. Demuth       | 0          | 0          | 0           | 0          | 0                 | 0                 | 0                 | 0                 | 0             | 0             | 0             | 0             | 0                | 0                | 0                | 0                | 0        | 0      | 0           | 0          |
| D. Dedê         | 30         | 3          | 6           | 0          | 2                 | 0                 | 1                 | 0                 | 0             | 0             | 0             | 0             | 12               | 0                | 2                | 0                | 44       | 3      | 9           | 0          |
| E. Evanílson    | 24         | 0          | 3           | 0          | 1                 | 0                 | 0                 | 0                 | 1             | 0             | 1             | 0             | 9                | 0                | 2                | 0                | 35       | 0      | 6           | 0          |
| E. Ewerthon     | 33         | 11         | 4           | 0          | 2                 | 0                 | 0                 | 0                 | 1             | 0             | 0             | 0             | 12               | 0                | 1                | 0                | 48       | 11     | 5           | 0          |
| J. Fernández    | 4          | 0          | 1           | 0          | 0                 | 0                 | 0                 | 0                 | 1             | 0             | 0             | 0             | 1                | 0                | 0                | 0                | 6        | 0      | 1           | 0          |
| T. Frings       | 31         | 6          | 6           | 2          | 2                 | 0                 | 0                 | 0                 | 1             | 0             | 0             | 0             | 12               | 2                | 2                | 0                | 46       | 8      | 8           | 2          |
| J. Heinrich     | 17         | 0          | 2           | 0          | 2                 | 1                 | 0                 | 0                 | 1             | 0             | 0             | 0             | 7                | 0                | 1                | 0                | 27       | 1      | 3           | 0          |
| H. Herrlich     | 5          | 0          | 1           | 0          | 2                 | 0                 | 0                 | 0                 | 0             | 0             | 0             | 0             | 2                | 0                | 0                | 0                | 9        | 0      | 1           | 0          |
| S. Kehl         | 28         | 0          | 11          | 0          | 2                 | 0                 | 0                 | 0                 | 1             | 0             | 0             | 0             | 12               | 0                | 1                | 0                | 43       | 0      | 12          | 0          |
| J. Koller       | 34         | 13         | 4           | 0          | 1                 | 1                 | 0                 | 0                 | 1             | 0             | 0             | 0             | 12               | 8                | 1                | 0                | 48       | 22     | 5           | 0          |
| E. Krontiris    | 0          | 0          | 0           | 0          | 0                 | 0                 | 0                 | 0                 | 0             | 0             | 0             | 0             | 0                | 0                | 0                | 0                | 0        | 0      | 0           | 0          |
| L. Leandro      | 6          | 1          | 0           | 0          | 0                 | 0                 | 0                 | 0                 | 0             | 0             | 0             | 0             | 1                | 0                | 1                | 0                | 7        | 1      | 1           | 0          |
| J. Lehmann      | 24         | 0          | 1           | 2          | 0                 | 0                 | 0                 | 0                 | 0             | 0             | 0             | 0             | 12               | 0                | 1                | 0                | 36       | 0      | 2           | 2          |
| A. Madouni      | 28         | 1          | 1           | 0          | 2                 | 0                 | 1                 | 0                 | 1             | 0             | 0             | 0             | 9                | 0                | 1                | 0                | 40       | 1      | 3           | 0          |
| C. Metzelder    | 24         | 0          | 3           | 0          | 1                 | 0                 | 0                 | 0                 | 1             | 0             | 0             | 0             | 10               | 0                | 0                | 0                | 36       | 0      | 3           | 0          |
| D. Odonkor      | 6          | 0          | 0           | 0          | 0                 | 0                 | 0                 | 0                 | 0             | 0             | 0             | 0             | 1                | 0                | 0                | 0                | 7        | 0      | 0           | 0          |
| S. Oliseh       | 2          | 0          | 0           | 0          | 0                 | 0                 | 0                 | 0                 | 0             | 0             | 0             | 0             | 0                | 0                | 0                | 0                | 2        | 0      | 0           | 0          |
| B. Pinske       | 0          | 0          | 0           | 0          | 0                 | 0                 | 0                 | 0                 | 0             | 0             | 0             | 0             | 0                | 0                | 0                | 0                | 0        | 0      | 0           | 0          |
| M. Ratajczak    | 0          | 0          | 0           | 0          | 0                 | 0                 | 0                 | 0                 | 0             | 0             | 0             | 0             | 0                | 0                | 0                | 0                | 0        | 0      | 0           | 0          |
| G. Reina        | 12         | 2          | 0           | 0          | 0                 | 0                 | 0                 | 0                 | 0             | 0             | 0             | 0             | 6                | 0                | 0                | 0                | 18       | 2      | 0           | 0          |
| S. Reuter       | 31         | 0          | 4           | 0          | 2                 | 0                 | 0                 | 0                 | 0             | 0             | 0             | 0             | 10               | 0                | 2                | 0                | 43       | 0      | 6           | 0          |
| L. Ricken       | 24         | 4          | 3           | 0          | 1                 | 0                 | 0                 | 0                 | 1             | 1             | 0             | 0             | 11               | 0                | 0                | 0                | 37       | 5      | 3           | 0          |
| T. Rosický      | 30         | 4          | 4           | 0          | 1                 | 0                 | 0                 | 0                 | 1             | 0             | 0             | 0             | 7                | 2                | 0                | 0                | 39       | 6      | 4           | 0          |
| D. Sahin        | 0          | 0          | 0           | 0          | 0                 | 0                 | 0                 | 0                 | 0             | 0             | 0             | 0             | 0                | 0                | 0                | 0                | 0        | 0      | 0           | 0          |
| S. Senesie      | 0          | 0          | 0           | 0          | 0                 | 0                 | 0                 | 0                 | 0             | 0             | 0             | 0             | 0                | 0                | 0                | 0                | 0        | 0      | 0           | 0          |
| J. Sørensen     | 0          | 0          | 0           | 0          | 0                 | 0                 | 0                 | 0                 | 0             | 0             | 0             | 0             | 0                | 0                | 0                | 0                | 0        | 0      | 0           | 0          |
| F. Thorwart     | 1          | 0          | 0           | 0          | 0                 | 0                 | 0                 | 0                 | 0             | 0             | 0             | 0             | 0                | 0                | 0                | 0                | 1        | 0      | 0           | 0          |
| R. Weidenfeller | 11         | 0          | 0           | 0          | 2                 | 0                 | 0                 | 0                 | 1             | 0             | 0             | 0             | 0                | 0                | 0                | 0                | 14       | 0      | 0           | 0          |
| C. Wörns        | 30         | 0          | 3           | 0          | 1                 | 0                 | 0                 | 0                 | 0             | 0             | 0             | 0             | 10               | 0                | 2                | 0                | 41       | 0      | 5           | 0          |